# Keeper of the Flame
 Keeper of the Flame és una pel·lícula estatunidenca de George Cukor, estrenada el 1942.

## Argument
El periodista Steve O'Malley escriu la biografia d'un heroi internacional mort al seu cotxe, caigut des d'un pont. La seva vídua coopera en l'escriptura del llibre, i Steve s'entera que l'hauria pogut prevenir de la presència del pont però no ho ha fet...

## Repartiment
- Spencer Tracy: Steven 'Stevie' O'Malley
- Katharine Hepburn: Christine Forrest
- Richard Whorf: Clive Kerndon
- Margaret Wycherly: La Sra. Forrest
- Forrest Tucker: Geoffrey 'Geoff' Midford
- Frank Craven: Doctor Fielding
- Stephen McNally: Freddie Ridges
- Percy Kilbride: Orion Peabody
- Audrey Christie: Jane Harding
- Darryl Hickman: Jeb Rickards
- Donald Meek: Mr Arbuthnot
- Howard Da Silva: Jason Rickards
- William Newell: Piggot

## Producció
El guió es basava en un llibre inèdit de I. A. R. Wylie. RKO Pictures va comprar el llibre en forma d'esborrany l'abril de 1941, però va trobar dificultats en el càsting i va vendre els drets a la MGM el desembre de 1941 per 50.000 dòlars. Un o dos dies després d'haver obtingut els drets, el vicepresident de MGM, Eddie Mannix, es va adonar que el material d'origen tenia una naturalesa política i va intentar abandonar el projecte. No obstant això, després de l'atac a Pearl Harbor, Mannix va cedir i la producció va avançar. Una vegada que la pel·lícula va entrar en la producció a MGM, el llibre va ser publicat per Random House l'abril de 1942.